# Cordon bleu
|  | For den franske uddannelsesinstition, se Le Cordon Bleu |
Cordon bleu er en madret, der består af kød omkring ost, og herefter vendt i brød og stegt på en pande eller frituresteges.
Når der bruges kalv eller svin til cordon bleu bliver det banket helt tyndt og foldet omkring en skive skinke og en skive ost, og herefter stegt eller bagt. Retten kan også laves med kyllingekød i stedet for kalv, og her bruges brystet, der ligeledes bankes fladt. Skinke-cordon bleu fremstilles med skinke fyldt med svampe og ost.